# الاحتمال البعدي
{\displaystyle }في الإحصاء البايزي، الاحتمال البَعدي (بفتح الباء)  أو الخلفي لحدث عشوائي (مقارنة بالاحتمال الأولي ) معين هو الاحتمال الشرطي الذي يتم تعيينه بعد أخذ الأدلة الخاصة بذلك الحدث أو خلفية الحدث بنظر الاعتبار. وهكذا، فإن توزيع الاحتمال البعدي هو توزيع الاحتمال لمقدار غير معلوم، يعامل على أنه متغير عشوائي، مشروط بالأدلة التي تم الحصول عليها من تجربة أو مسح معين. «الخلف» أو «البعد»، في هذا السياق، يعني ما «بعد» مراعاة الأدلة ذات الصلة المتعلقة بالحالة المعينة الخاضعة للدراسة. على سبيل المثال، هناك احتمال («غير خلفي») لشخص يعثر على كنز مدفون إذا قام بحفر في بقعة عشوائية، واحتمال بعدي للعثور على كنز مدفون إذا قام بحفر في مكان يرن فيه كاشف المعادن لأنه قام على الدليل المأخوذ من الجهاز. {\displaystyle }